# Goniorrhachis marginata
Goniorrhachis marginata är en ärtväxtart som beskrevs av Paul Hermann Wilhelm Taubert. Goniorrhachis marginata ingår i släktet Goniorrhachis och familjen ärtväxter.

## Underarter
Arten delas in i följande underarter:
- G. m. bahiana
- G. m. marginata